# Postúmio Quieto
Postúmio Quieto (em latim: Postumius Quietus) foi oficial romano do século III, ativo durante o reinado do imperador Aureliano (r. 270–275). Talvez pode ser associado ao homem claríssimo homônimo, conhecido a partir de uma inscrição de Pretextato (vi 31749a), que esteve ativo em meados ou finais do século III e que talvez era cristão. Em 272, tornou-se cônsul anterior com Júnio Veldumniano.